# Redouane Achik
Redouane Achik (født 21. april 1972) er en marokkansk fodbolddommer, som dømmer i den amerikanske liga. Han blev FIFA-dommer i 1984, og dømmer som linjedommer. Han har dømt et VM i fodbold, 2010 hvor han var linjedommer for Koman Coulibaly fra Mali. 